# Antisepsia
Antisepsia  se define como el empleo de medicamentos o  de sustancias químicas (antisépticos) para inhibir el crecimiento, destruir, o disminuir el número de microorganismos de la piel, mucosas y todos los tejidos vivos. Es la ausencia de sepsis (microorganismos capaces de producir putrefacción y/o infección). La finalidad de estos procedimientos es evitar o atenuar el riesgo de infección en toda técnica quirúrgica.